# Histoire de la pensée économique dans la Chine ancienne
Dans la Chine ancienne, on trouve des éléments de pensée économique dans la Discussion entre Mencius et Xu Hang puis plus tard dans le Guanzi (Guan Zhong, 654 av. J.-C.). Dans le Guanzi, on trouve une théorie du marché, une réflexion sur la monnaie et l'idée que l'État doit assurer lui-même la production de produits indispensables comme le sel et le fer.
Selon Michel Cartier : Dans la « Discussion entre Mencius et Xu Hang » est décrite une hiérarchie sociale (gouvernants, paysans, artisans et marchands) dépendante de la participation des hommes aux activités productives. Les échanges décrits entre groupes correspondent à des échanges de surplus où les prix sont déterminés en référence au niveau social : les objets destinés à la classe supérieure sont plus chers que les autres.
Au cours de la dernière période des Royaumes combattants, les Mohistes établissent une distinction entre le profit commun et le profit égoïste : Ils prônent un partage égalitaire des biens et condamnent le gaspillage.
Des pensées plus structurées sont données en 654 av. J.-C. dans le « Guanzi », ouvrage encyclopédique et composite attribué à Guan Zhong, chancelier qui fonde la prospérité du royaume de Qi, ainsi que dans divers textes de l'école légiste - comme le « Shangjun Shu » de Shang Yang en 338 av. J.-C. - dont le maître-mot est « Enrichir le pays et renforcer l'armée ».
On trouve dans le Guanzi :
1. une des premières formulations de la théorie du Marché, assimilé à une pesée
2. une réflexion sur la monnaie considérée davantage comme une marchandise que comme un étalon
3. la préconisation que l'État doit assurer lui-même la production et le commerce du sel et du fer, produits indispensables dans la vie des sujets.

En 81 av. J.-C., sous la Dynastie Han, les confucéens dénoncent comme immorales les idées du « Guanzi », qui sont dès lors tenues pour hétérodoxes.
Pour autant ces idées ne vont pas cesser d'influencer la pratique des politiciens. On peut citer à titre d'exemple la gestion des émissions monétaires et la réglementation des marchés :

« Dans ces deux cas, les usages agressifs de la théorie sont remplacés par le maintien des équilibres. Le premier exemple est celui de la régulation du commerce des céréales par des greniers : Les céréales acquises au titre de l'impôt sont stockées dans les greniers et sont -en cas de nécessité- mises sur le marché pour combattre la hausse des prix. De la même manière, les autorités régulent la situation monétaire et mettent en circulation des quantités de monnaie plus ou moins importantes.
La mise en pratique des théories du Guanzi suppose une connaissance précise de la conjoncture économique. les autorités surveillent les fluctuations du prix des denrées et des taux de change interne entre les différents signes monétaires, en particulier -à partir de la Dynastie Ming- le change entre les sapèques (pièces de bronze de la monnaie officielle) et les métaux précieux (argent et or) qui n'ont que le statut de marchandises »